# Cerro Standhardt
La aguja o cerro Standhardt es una montaña dentro de la zona en litigio entre Chile y Argentina en el campo de hielo patagónico sur. Es el más alto de una cadena de cuatro picos en la cual también está el cerro Torre, Torre Egger y la Punta Herron. La montaña debe su nombre al fotógrafo y naturalista alemán Ernst Standhardt (1888-1967).
Forma parte del parque nacional Bernardo O'Higgins en su lado chileno y del parque nacional Los Glaciares en su lado argentino, administrativamente se encuentra en la región de Magallanes y de la Antártica Chilena en su lado chileno y en la provincia de Santa Cruz en el argentino. Se encuentra a 2730 metros sobre el nivel del mar.

## Etimología
Esta torre fue nombrada en honor al fotógrafo alemán Ernst Standhardt (1888-1967), quien llegó a la Patagonia en los años 30 y permaneció allí hasta principios o mediados de los años sesenta. Fue responsable de capturar muchas de las primeras imágenes fotográficas de estas montañas. Viajó por toda la Patagonia fotografiando personas y ganándose la vida de esta manera, usando una pequeña camioneta Ford T, en la que construyó una pequeña cabina que le servía como cuarto oscuro y hogar. Durante un período inusualmente bajo de los ríos, logró cruzar con su camión el río de las Vueltas, luego el río Fitz Roy y nuevamente el río de las Vueltas para llegar a la Estancia Madsen. Allí permaneció como capataz de Andreas Madsen y murió a una edad avanzada, después de que Madsen y su familia ya habían dejado la zona. En honor a la precisión con la que vivió la mayor parte de su vida, falleció el mismo día en que nació.

## Ascensiones
Aunque los británicos Brian Hall y John Whittle llamaron a su punto más alto, a 20 metros de la cumbre, un ascenso del cerro Standhardt en 1977, no fue hasta 1988 que el pico fue finalmente escalado, cuando los estadounidenses Jim Bridwell, Greg Smith y Jay Smith lograron llegar a la cumbre a través de la vía llamada "Exocet".
La Travesía del Torre recorre de norte a sur la línea de cumbres formada por la aguja Standhardt, la punta Herron, la torre Egger y cerro Torre, con un desarrollo ganado de unos 2.200 metros. Esta travesía fue gestada por los italianos Andrea Sarchi, Maurizio Giarolli, Elio Orlandi y Ermanno Salvaterra, quienes la intentaron en varias ocasiones durante los años '80 y principios de los '90.
En 1991, Salvaterra, junto con Adriano Cavallaro y Ferruccio Vidi, lograron escalar la punta Herron, completando así lo que fue el primer ascenso, abriendo la ruta por el filo norte: la estética Spigolo dei Bimbi. A principios de 2005, Thomas Huber y el suizo Andi Schnarf completaron la travesía de la Standhardt a la Egger. Habiendo planeado escalar la Standhardt vía Festerville, en la cumbre decidieron continuar a la Egger y, moviéndose livianos y rápidos, completaron ese tramo de la travesía en treinta y ocho horas, descendiendo por la ruta Titanic en el filo este de la Egger.
En 2002 Alexander Huber asciende el cerro.
A finales de 2005, Salvaterra, junto con Alessandro Beltrami y Rolando Garibotti, resolvieron la pieza que le faltaba al rompecabezas de la travesía cuando escalaron el Cerro Torre por el norte, abriendo una nueva ruta: El Arca de los Vientos. Con una línea finalmente completa desde el Col de la Conquista hasta la cumbre del Cerro Torre, Salvaterra volvió en 2006 con Beltrami y Garibotti a intentar de nuevo hacer la travesía, pero el mal tiempo les impidió avanzar más allá de la aguja Standhardt. Persistente, Salvaterra volvió a finales de 2007 con Alessandro Beltrami, Mirko Masse y Fabio Salvodei. En ese intento, escalaron la Standhardt por la vía de Salvaterra Otra vez y continuaron escalando la Herron y la Egger. Descendieron al sur hasta el Corredor de la Conquista, y escalaron un largo del cerro Torre antes de tener que retirarse.
El 26 de noviembre de 2010, el alpinista estadounidense Colin Haley realizó la primera ascensión en solitario del cerro Standhardt. Utilizó la ruta Exocet (500 m, WI5, 5.9), que destaca por una desafiante chimenea de hielo. Haley, atleta de Black Diamond, emprendió la escalada desde el campamento de Niponino en la madrugada, alcanzando la base de la ruta a las 4:00 am y comenzando el ascenso autoasegurado en la oscuridad.
Durante su ascenso, Haley completó varios largos de la chimenea de hielo en estilo libre, asegurándose en algunos tramos más complejos debido a la fatiga acumulada. Después de doce horas de escalada, alcanzó la cima a las 16:00 horas, convirtiéndose en el primer alpinista en lograr esta proeza en solitario en el cerro Standhardt.
El alpinista suizo Stephan Siegrist completó la segunda ascensión invernal al Cerro Standhardt el 1 de agosto de 2012, utilizando la reconocida vía Exocet (500 m, 6a, WI5, MI3). Siegrist se convirtió en el primer escalador en realizar en invierno la ascensión de las tres cumbres principales del macizo del cerro Torre: el Torre, Torre Egger y el cerro Standhardt. Contó con la compañía de Ralf Weber y Thomas Senf.
El 29 de abril de 2014, los escaladores chilenos Francisco "Gigio" Rojas y Jimmy Mora lograron el primer ascenso nacional al cerro Standhardt. La ruta elegida fue "Exocet" (WI5+,5+), una vía mixta de escalada en hielo y roca, abierta originalmente en 1988 por Jim Bridwell, Greg Smith y Jay Smith.
En octubre de 2015 Marc-André Leclerc intentó ascender el cerro Pollone, pero lo tuvo que abandonar a 30 metros de la cima. 
Desde ahí probó las vías Tomahawk y Exocet para subir a la aguja Standhardt. Fue el segundo escalador en ascenderlo en solitario, tras Colin Haley, que lo logró en 2010.  En 2015 fue premiado con el Guy Lacelle Pure Spirit Award.
En febrero de 2019, los escaladores chilenos Sebastián Rojas Schmidt y Fito Torrens completaron la escalada de tres de las cuatro agujas del macizo del cerro Torre, una de las áreas de escalada más emblemáticas y desafiantes del mundo. Este logro incluyó la aguja Standhardt, la aguja Herron y la Torre Egger (2.685 m). La Torre Egger, segunda elevación más alta del macizo, es reconocida por su dificultad técnica debido a sus paredes monolíticas de granito vertical.
La expedición de Rojas y Torrens comenzó con la vía "Festerville" en la Aguja Standhardt, después de lo cual rapelaron hacia la aguja Herron para escalarla por la vía "Spigolo dei bimbi", finalizando en la Torre Egger por la ruta "Espejo del Viento". Las condiciones climáticas fueron favorables durante los tres días de la expedición, permitiéndoles completar el recorrido en el siempre desafiante clima patagónico.
En febrero de 2020, los alpinistas italianos Matteo Della Bordella, Matteo Bernasconi y Matteo Pasquetto, conocidos como las Arañas de Lecco, completaron la apertura de una nueva ruta en la cara norte de la aguja Standhardt, la cual denominaron "Il dado è tratto" (La suerte está echada). La línea tiene 600 metros de recorrido y una dificultad de hasta 7b/A1.
La apertura se realizó entre el 6 y el 8 de febrero, en tres días de escalada, en los que el trío ascendió el Pilar Norte de la Aguja Standhardt, una de las formaciones más reconocibles del macizo. Esta expedición marcó la primera apertura del equipo en Patagonia, aunque ya habían escalado previamente la vía Festerville en 2013, una ruta en el mismo pilar con dificultades de 6c y 90º.
En febrero de 2022, los alpinistas estadounidenses Jeff y Priti Wright completaron una travesía de cuatro días que enlazó tres de las principales cumbres del macizo del Torre. La pareja escaló las rutas "Festerville" (400 m, 6c, 15 largos) en la aguja Standhardt, "Spigolo dei Bimbi" (350 m, 6c, 15 largos) en la punta Herron y "Espejo del viento" (200 m, 6a+, 6 largos) en la Torre Egger.

Por debajo de nosotros se extendía un paisaje de ensueño compuesto por una superficie infinita cubierta de nieve de la cual surgían cadenas montañosas glaciales. En el horizonte distante, el sol brillaba como una bola ardiente, iluminando toda la región con una luz rojiza anaranjada. A nuestras espaldas, las sombras del grupo Torre se arrastraban sobre las agujas de granito de las cumbres del Fitz Roy. Mucho más allá, en el borde de la Pampa, yacía el Lago Viedma. El sol comenzó a hundirse, perdiendo fuerza, pero ganando colores magníficos. Un viento helado nos soplaba desde el Campo de Hielo y parecía barrer el resplandor de la tarde, alargando las sombras. De repente, todos los colores se desvanecieron en un gris monótono. Habíamos llegado al lugar donde los humanos sin alas no pueden subir más. Aquí, donde todas las líneas ascendentes se encuentran en un punto, estaba el hongo de nieve y hielo de la cima, muy por encima de toda la roca. Habíamos luchado durante un día y medio para experimentar este drama.
Tommy Bonapace, sobre su ascenso invernal al Cerro Standhardt con Toni Ponholzer (AAJ 1992 p. 90-94).